# Chisocheton pentandrus
Chisocheton pentandrus là một loài thực vật có hoa trong họ Meliaceae. Loài này được (Blanco) Merr. mô tả khoa học đầu tiên năm 1905.